# Lúcio Fúrio Medulino (cônsul em 474 a.C.)
Lúcio Fúrio Medulino (em latim: Lucius Furius Medullinus) foi um político da gente Fúria nos primeiros anos da República Romana eleito cônsul em 474 a.C. com Aulo Mânlio Vulsão. Foi pai de Públio Fúrio Medulino Fuso, cônsul em 472 a.C., e de Espúrio Fúrio Medulino Fuso, cônsul em 464 e 453 a.C..

## Biografia
Lúcio pertencia ao ramo Medulino da nobre gente Fúria, uma antiga gente patrícia da Roma Antiga. Em 474, foi eleito cônsul com Aulo Mânlio Vulsão.
O Senado encarregou um dos cônsules de marchar contra os veios para levar a guerra ao seu território e Aulo Vulsão foi o escolhido. Ele rapidamente assediou Veios, o que levou ao fim da guerra e a um acordo de paz. Re-estabelecida a paz, foi realizado um censo da população romana, resultando num total de 103 000 cidadãos, um número que excluía escravos e estrangeiros.
No ano seguinte, o tribuno da plebe Cneu Genúcio processou os cônsules por terem se recusado a realizar a distribuição de terras aos cidadãos pobres como havia sido prometido pelo Senado. Mas, no dia escolhido para a discussão do processo, o tribuno foi encontrado morto em sua casa sem sinais de violência em seu cadáver; a sua ausência impediu o prosseguimento do processo, que terminou anulado.